# أليكس كاسيريس
أليكس كاسيريس (بالإسبانية: Alex Caceres)‏ هو لاعب كرة قدم كولومبي في مركز الوسط، ولد في 5 يوليو 1987 في ميديلين في كولومبيا. لعب مع أتلانتا سيلفرباكس.